# Amietophrynus turkanae
Amietophrynus turkanae är en groddjursart som först beskrevs av Tandy och Donald H. Feener, Jr. 1985.  Amietophrynus turkanae ingår i släktet Amietophrynus och familjen paddor. IUCN kategoriserar arten globalt som otillräckligt studerad. Inga underarter finns listade i Catalogue of Life.